# Sergej Čepčugov
Sergej Andreevič Čepčugov (in russo Сергей Андреевич Чепчугов?; Krasnojarsk, 15 luglio 1985) è un ex calciatore russo, di ruolo portiere.

## Palmarès

### Club
- Coppa di Russia: 2

CSKA Mosca: 2010-2011, 2012-2013
- Campionato russo: 1

CSKA Mosca: 2012-2013
- Supercoppa di Russia: 1

CSKA Mosca: 2013